# Philippe de Vilmorin
Pour les articles homonymes, voir Vilmorin.
Pour les autres membres de la famille, voir Famille de Vilmorin.
Joseph Marie Philippe Levêque de Vilmorin, plus communément appelé Philippe de Vilmorin, né le 21 mai 1872 à Verrières-le-Buisson et mort dans la même commune le 29 juin 1917, est un botaniste français.

## Biographie

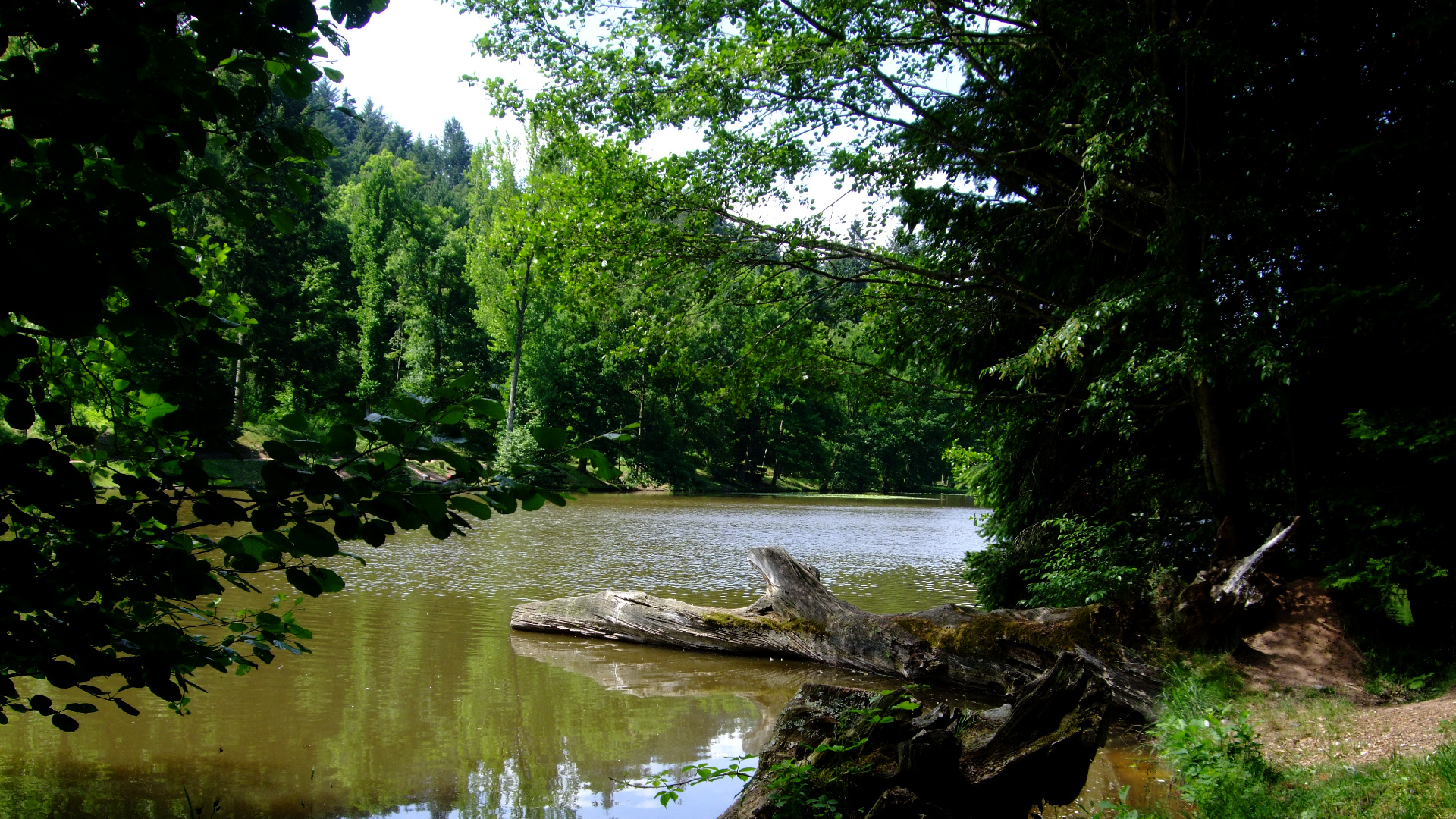
Arboretum de Pézanin.

Philippe de Vilmorin est issu de la célèbre famille de botanistes et grainetiers.

## Famille
De son mariage en 1900 avec Berthe Marie Mélanie de Gaufridy de Dortan (qui sera maîtresse du roi Alphonse XIII d'Espagne), naîtront six enfants :
- Marie-Pierre de Vilmorin (Mapie de Toulouse-Lautrec) (1901-1972),
- Louise de Vilmorin (1902-1969),
- Henry de Vilmorin (1903-1961),
- Olivier de Vilmorin (1904-1962),
- Roger de Vilmorin (1905-1980), fils naturel de Mélanie de Vilmorin et d'Alphonse XIII d'Espagne[2],[3]. Il a toutefois été reconnu par Philippe de Vilmorin.
- André de Vilmorin (1907-1987)[4].

Il crée dans les terres du château familial (famille de son épouse) d'Audour, l'arboretum de Pézanin en 1903.
Philippe de Vilmorin était un oncle du résistant Honoré d'Estienne d'Orves (1901-1941).

## Philippe de Vilmorin et les iris

Vincent van Gogh, 1889, Iris.

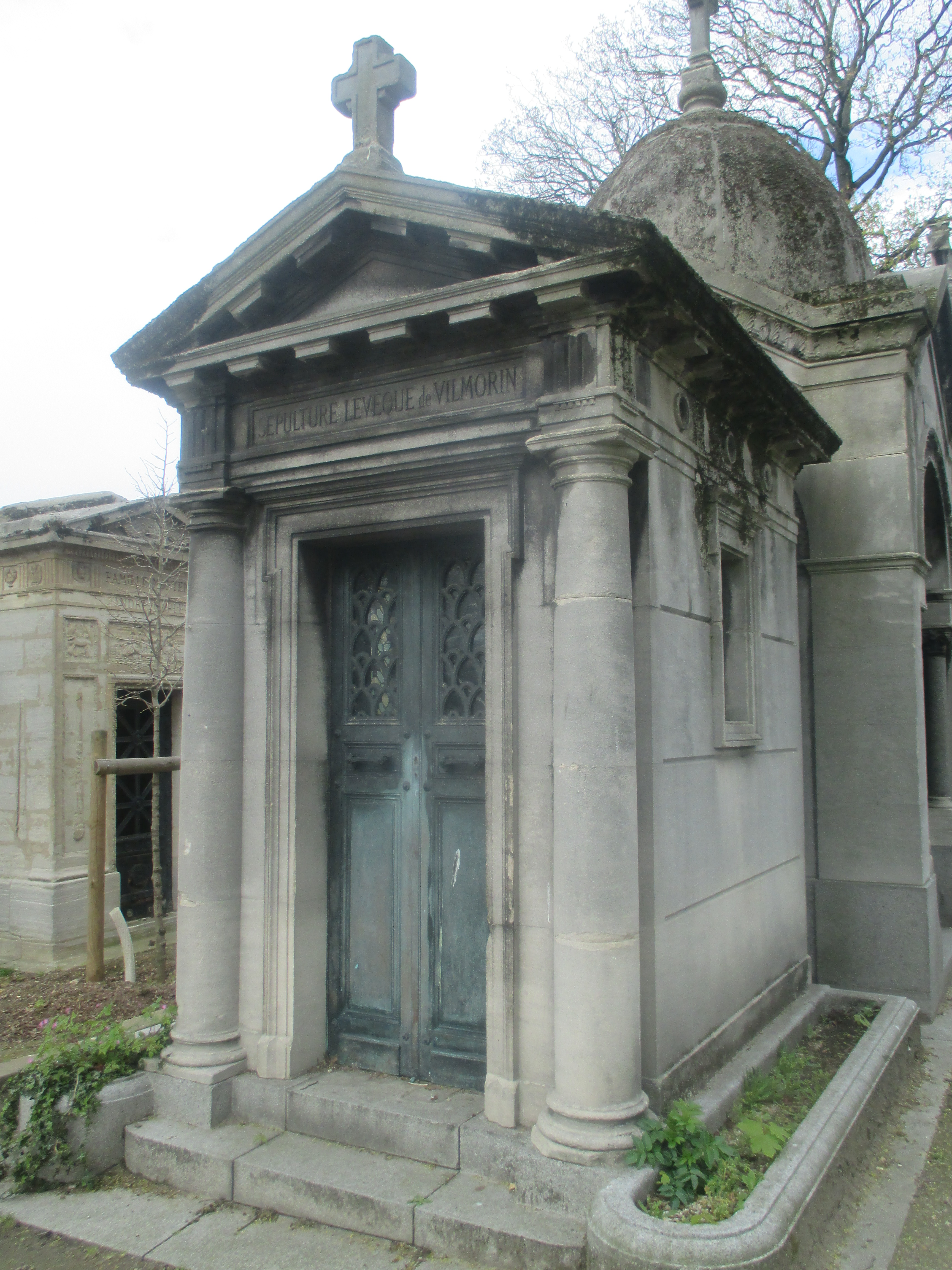
Sépulture de Philippe de Vilmorin et de sa famille.

Philippe de Vilmorin était un grand passionné d'iris de jardin.
Avec Séraphin Mottet, il a fait puissamment progresser l’hybridation des iris à barbes en introduisant à grande échelle l’utilisation des grands iris tétraploïdes rapportés du Moyen-Orient. Après la mort de Philippe de Vilmorin en 1917, la maison  Vilmorin-Andrieux a continué de produire des iris, mais uniquement dans un but commercial, jusqu’à la cessation de cette partie de son activité. « Mais le nom de Vilmorin est et restera à jamais incandescent dans le cœur des hommes et des femmes qui aiment les iris » (Mahan).

## Distinctions
- Chevalier de la Légion d'honneur (11 mars 1908)[8]
- Commandeur de l'Ordre du Mérite civil (Bulgarie)
- Officier de l'ordre des Saints-Maurice-et-Lazare

(Italie)
- Ordre de Sainte-Anne (Russie)

### Bibliographie

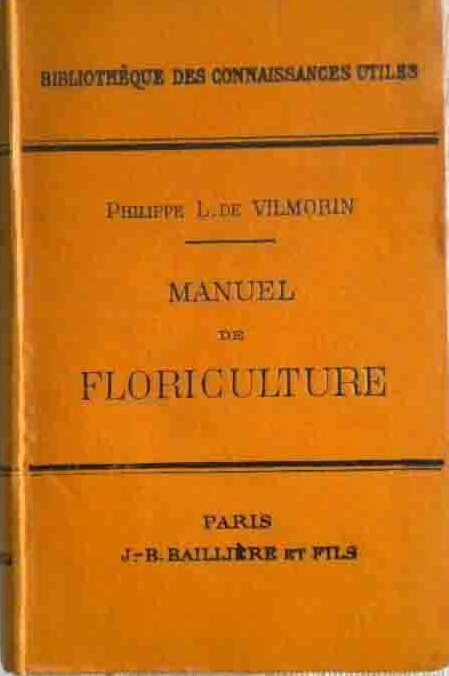
Manuel de floriculture (1908).